# Vektorový podprostor
Základním pojmem lineární algebry jako disciplíny je vektorový prostor, tedy jistý, přesně specifikovaný, druh množiny. Stejně jako v případě každé libovolné množiny, můžeme i v případě vektorového prostoru uvažovat jeho podmnožiny. Budeme-li však chtít, aby podmnožina vektorového prostoru měla opět lineární strukturu, musíme na její volbu naklást jisté podmínky. Konkrétně jsou z matematického hlediska zajímavé ty podmnožiny vektorového prostoru, které jsou samy vektorové prostory. Takovýmto podmnožinám říkáme vektorové podprostory původního vektorového prostoru (angl. linear subspace či vector subspace). Obyčejně se přívlastek vektorový vynechává a říká se prostě podprostor (i v angličtině se běžně přívlastek vynechává a říká se pouze subspace).

## Definice
Mějme vektorový prostor {\displaystyle \scriptstyle V} nad tělesem {\displaystyle \scriptstyle T}. Dále buď {\displaystyle \scriptstyle P} neprázdná podmnožina prostoru {\displaystyle \scriptstyle V}, která splňuje
1. {\displaystyle (\forall {\vec {x}}\in P)(\forall {\vec {y}}\in P)({\vec {x}}+{\vec {y}}\in P),}
2. {\displaystyle (\forall \alpha \in T)(\forall {\vec {x}}\in P)(\alpha {\vec {x}}\in P).}

Pak množinu {\displaystyle \scriptstyle P} nazýváme podprostorem vektorového prostoru {\displaystyle \scriptstyle V} a značíme {\displaystyle \scriptstyle P\subset \subset V}. Někdy se také místo názvu podprostor používá název vektorový modul.
Výše uvedené podmínky v podstatě požadují, aby množina {\displaystyle \scriptstyle P} byla uzavřená vzhledem k operacím sčítání vektorů a násobení vektoru prvkem z tělesa. Množinově je lze zapsat jako
1. {\displaystyle P+P\subset P},
2. {\displaystyle T\cdot P\subset P},

kde obecně součtem {\displaystyle \scriptstyle P+Q} dvou podmnožin {\displaystyle \scriptstyle P}, {\displaystyle \scriptstyle Q} vektorového prostoru {\displaystyle \scriptstyle V} chápeme množinu všech vektorů tvaru {\displaystyle \scriptstyle {\vec {x}}_{P}+{\vec {x}}_{Q}}, kde {\displaystyle \scriptstyle {\vec {x}}_{P}\in P} a {\displaystyle \scriptstyle {\vec {x}}_{Q}\in Q}. Násobkem tělesa {\displaystyle \scriptstyle T} a podmnožiny {\displaystyle \scriptstyle P} vektorového prostoru {\displaystyle \scriptstyle V} (definovaného nad {\displaystyle \scriptstyle T}) chápeme množinu všech vektorů tvaru {\displaystyle \scriptstyle \alpha {\vec {x}}}, kde {\displaystyle \scriptstyle \alpha \in T} a {\displaystyle \scriptstyle {\vec {x}}\in P} (viz též oddíl Vektorové operace s množinami v článku Vektorový prostor).
Je snadné ukázat, že množina obsahující jen nulový prvek, tj. {\displaystyle \scriptstyle \{{\vec {0}}\}} (neplést s prázdnou množinou) je podprostorem každého vektorového prostoru (v každém vektorovém prostoru je axiomaticky zaveden nulový prvek). Stejně tak je zřejmé, že i vektorový prostor je sám sobě podprostorem. Tyto dva speciální, degenerované, případy podprostorů se nazývají triviální podprostory. Všechny podprostory vektorového prostoru {\displaystyle \scriptstyle V} vyjma vektorového prostoru samotného se pak nazývají vlastními podprostory vektorového prostoru {\displaystyle \scriptstyle V}. Podprostor {\displaystyle \scriptstyle \{{\vec {0}}\}} je občas nazýván nulový podprostor. Nulový podprostor je zřejmě vlastním podprostorem každého vektorového prostoru {\displaystyle \scriptstyle V} pokud {\displaystyle \scriptstyle V\neq \{{\vec {0}}\}}.
Z podmínek výše je ihned patrno, že nulový vektor vektorového prostoru je určitě přítomen i v každém jeho podprostoru (stačí ve druhé podmínce položit {\displaystyle \scriptstyle \alpha =0} a {\displaystyle \scriptstyle {\vec {x}}} nechat libovolný). Uvažujme nyní podprostor {\displaystyle \scriptstyle P} vektorového prostoru {\displaystyle \scriptstyle V}. Na vektorovém prostoru jsou definovány operace sčítání vektorů a násobení vektoru prvkem z tělesa. Dále můžeme uvažovat zúžení těchto operací na podprostor {\displaystyle \scriptstyle P}, který je vůči nim z definice uzavřený. Zanalyzujeme-li vlastnosti podprostoru {\displaystyle \scriptstyle P} s takto zúženými operacemi, tak zjistíme, že {\displaystyle \scriptstyle P} je vektorový prostor. To je velmi důležité zjištění.
Není těžké též dokázat v podstatě obrácenou implikaci. Mějme neprázdnou podmnožinu {\displaystyle \scriptstyle A} vektorového prostoru {\displaystyle \scriptstyle V} a uvažujme na ní zúžení operací sčítání vektorů a násobení vektoru prvkem z tělesa, které jsou definovány původně na celém {\displaystyle \scriptstyle V}. Pokud je množina {\displaystyle \scriptstyle A} vektorovým prostorem, pak je nutně podprostorem prostoru {\displaystyle \scriptstyle V}, jak plyne ihned z definičních podmínek výše.

## Vlastnosti

### Alternativní definiční podmínky podprostoru
- Buď {\displaystyle \scriptstyle V} vektorový prostor nad tělesem {\displaystyle \scriptstyle T} a {\displaystyle \scriptstyle P} jeho neprázdná podmnožina. Pak následující tvrzení jsou ekvivalentní:

1. {\displaystyle P\subset \subset V,}
2. {\displaystyle (\forall \alpha \in T)(\forall {\vec {x}},{\vec {y}}\in P)(\alpha {\vec {x}}+{\vec {y}}\in P),}
3. {\displaystyle (\forall k\in \mathbb {N} )(\forall \alpha _{1},\ldots ,\alpha _{k}\in T)(\forall {\vec {x}}_{1},\ldots ,{\vec {x}}_{k}\in P)\left(\sum _{i=1}^{k}\alpha _{i}{\vec {x}}_{i}\in P\right).}

Druhé tvrzení lze množinově zapsat ve tvaru {\displaystyle \scriptstyle T\cdot P+P\subset P}.
Důkaz: Dokážeme řetězec implikací {\displaystyle \scriptstyle 1\Rightarrow 2\Rightarrow 3\Rightarrow 1}. Začněme tedy s implikací {\displaystyle \scriptstyle 1\Rightarrow 2}. Množinové definiční podmínky podprostoru zní {\displaystyle \scriptstyle P+P\subset P} a {\displaystyle \scriptstyle T\cdot P\subset P} a my víme z předpokladů, že {\displaystyle \scriptstyle P} je podprostor a tedy tyto podmínky splňuje. Dohromady tedy {\displaystyle \scriptstyle T\cdot P+P\subset P+P\subset P}, což je množinové vyjádření tvrzení 2. Implikaci {\displaystyle \scriptstyle 2\Rightarrow 3} dokážeme matematickou indukcí. Nyní je třeba si uvědomit, že máme v rukou pouze tvrzení 2 a nevíme tedy, zda je {\displaystyle \scriptstyle P} podprostor vektorového prostoru {\displaystyle \scriptstyle V}. Víme pouze, že to je nějaká jeho podmnožina. Dokažme nejdříve, že v {\displaystyle \scriptstyle P} leží nulový vektor {\displaystyle \scriptstyle {\vec {0}}}. Množina {\displaystyle \scriptstyle P} je neprázdná, vezměme z ní tedy libovolně nějaký její prvek {\displaystyle \scriptstyle {\vec {p}}\in P}. Na volbu prvku z tělesa nemáme omezení a vezměme tedy {\displaystyle \scriptstyle \alpha =-1}. Tvrzení 2 pak dává {\displaystyle \scriptstyle \alpha {\vec {p}}+{\vec {p}}\in P}, tj. {\displaystyle \scriptstyle \alpha {\vec {p}}+{\vec {p}}=(-{\vec {p}})+{\vec {p}}={\vec {0}}\in P}. Už víme tedy, že {\displaystyle \scriptstyle {\vec {0}}\in P}. Ukažme teď první krok indukce, tj. nechť {\displaystyle \scriptstyle k=1} a chceme dokázat {\displaystyle \scriptstyle \alpha {\vec {x}}\in P} pro libovolné {\displaystyle \scriptstyle \alpha \in T} a {\displaystyle \scriptstyle {\vec {x}}\in P}. Platí ale {\displaystyle \scriptstyle \alpha {\vec {x}}=\alpha {\vec {x}}+{\vec {0}}}, což je vektor ve tvaru, který podle tvrzení 2 spadá do množiny {\displaystyle \scriptstyle P}. Dokažme dále indukční krok, tj. nechť všechny vektory tvaru {\displaystyle \scriptstyle \sum _{i=1}^{k}\alpha _{i}{\vec {x}}_{i}} leží v množině {\displaystyle \scriptstyle P} a vezměme libovolné {\displaystyle \scriptstyle \alpha _{k+1}\in T} a {\displaystyle \scriptstyle {\vec {x}}_{k+1}\in P}. Pak ale {\displaystyle \scriptstyle \sum _{i=1}^{k+1}\alpha _{i}{\vec {x}}_{i}=\left(\sum _{i=1}^{k+1}\alpha _{i}{\vec {x}}_{i}\right)+\alpha _{k+1}{\vec {x}}_{k+1}}, což je opět vektor tvaru vyhovujícího tvrzení 2. Suma {\displaystyle \scriptstyle \sum _{i=1}^{k+1}\alpha _{i}{\vec {x}}_{i}} tedy leží v {\displaystyle \scriptstyle P}. Dokažme konečně implikaci {\displaystyle \scriptstyle 3\Rightarrow 1}. Položíme-li {\displaystyle \scriptstyle k=1} ve vzorci v tvrzení 3, tak dostáváme druhou definiční podmínku podprostoru. Pokud navíc zvolíme {\displaystyle \scriptstyle k=2} a {\displaystyle \scriptstyle \alpha _{1}=\alpha _{2}=1}, tak ihned dostáváme i první definiční podmínku podprostoru. Důkaz věty je tak dokončen.

### Rovnosti a inkluze
- Mějme vektorový prostor {\displaystyle \scriptstyle V} nad tělesem {\displaystyle \scriptstyle T} a jeho podprostor {\displaystyle \scriptstyle P_{1}}. Dále buď {\displaystyle \scriptstyle P_{2}} podprostor množiny {\displaystyle \scriptstyle P_{1}} chápané jako vektorový prostor. Pak {\displaystyle \scriptstyle P_{2}} je podprostorem prostoru {\displaystyle \scriptstyle V}. V matematické notaci tedy

{\displaystyle (\forall P_{1}\subset \subset V)(\forall P_{2}\subset \subset P_{1})(P_{2}\subset \subset V)}.
Důkaz: Zřejmý z definičních podmínek podprostoru. Zúžení operací již jednou zúžených je opět nějaké zúžení operací definovaných na původním vektorovém prostoru.
- S použitím množinové symboliky platí následující rovnosti

1. {\displaystyle P+P=P,}
2. {\displaystyle T\cdot P=P,}
3. {\displaystyle T\cdot P+P=P,}
4. {\displaystyle (\forall \alpha \in T)(\alpha \neq 0\Rightarrow \alpha \cdot P=P).}

Důkaz: V prvních třech rovnostech inkluze zleva doprava rovnou plynou z definičních podmínek, resp. z tvrzení výše. Pro důkaz opačných inkluzí uvažujme vektor {\displaystyle \scriptstyle {\vec {x}}\in P}. V rovnosti 1 lze pak za vektor v prvním prostoru {\displaystyle \scriptstyle P} brát samotné {\displaystyle \scriptstyle {\vec {x}}} a ve druhém prostoru {\displaystyle \scriptstyle P} stačí vzít nulový vektor. V rovnosti 2 lze k důkazu inkluze zprava doleva položit prvek {\displaystyle \scriptstyle \alpha } z tělesa {\displaystyle \scriptstyle T} rovno jedné. V rovnosti 3 pak postupujeme analogickým způsobem. K důkazu rovnosti 4 využijme toho, že bereme {\displaystyle \scriptstyle \alpha \neq 0} a můžeme jím tedy dělit. Inkluze zleva doprava plyne z definice podprostoru. Pro důkaz opačné inkluze vezměme {\displaystyle \scriptstyle {\vec {x}}\in P}. Za vektor v prostoru {\displaystyle \scriptstyle P} na levé straně rovnosti pak stačí vzít vektor {\displaystyle \scriptstyle {\frac {1}{\alpha }}{\vec {x}}}.
- Součet dvou podprostorů vektorového prostoru {\displaystyle \scriptstyle V} je podprostor prostoru {\displaystyle \scriptstyle V}, tj.

{\displaystyle (\forall P_{1}\subset \subset V)(\forall P_{2}\subset \subset V)(P_{1}+P_{2}\subset \subset V).}
Speciálně součet dvou podprostorů je direktní, právě když mají oba podprostory společný jen nulový vektor. To jest
{\displaystyle (\forall P_{1}\subset \subset V)(\forall P_{2}\subset \subset V)(P_{1}+P_{2}=P_{1}\oplus P_{2}\quad \Leftrightarrow \quad P_{1}\cap P_{2}=\{{\vec {0}}\}).}
Důkaz: Zřejmě je {\displaystyle \scriptstyle P_{1}+P_{2}\neq \emptyset }. Využijme tvrzení výše: {\displaystyle \scriptstyle T\cdot (P_{1}+P_{2})+(P_{1}+P_{2})\subset T\cdot P_{1}+T\cdot P_{2}+(P_{1}+P_{2})\subset (T\cdot P_{1}+P_{1})+(T\cdot P_{2}+P_{2})\subset P_{1}+P_{2}}, čímž jsme dokázali první vlastnost. Nyní k důkazu druhé části tvrzení týkající se direktního součtu. Předpokládejme pro důkaz implikace zleva doprava, že součet {\displaystyle \scriptstyle P_{1}+P_{2}} je direktní. V průniku těchto podprostorů leží určitě nulový vektor. Kdyby tam ležel i nenulový vektor {\displaystyle \scriptstyle {\vec {x}}\in P_{1}\cap P_{2}}, tak určitě {\displaystyle \scriptstyle {\vec {x}}\in P_{1}} a současně {\displaystyle \scriptstyle -{\vec {x}}\in P_{2}}. Potom ale můžeme vyjádřit nulový vektor {\displaystyle \scriptstyle {\vec {0}}\in P_{1}+P_{2}} jako součet vektoru z {\displaystyle \scriptstyle P_{1}} a vektoru {\displaystyle \scriptstyle P_{2}} dvěma způsoby. Sice {\displaystyle \scriptstyle {\vec {0}}={\vec {0}}+{\vec {0}}={\vec {x}}+(-{\vec {x}})}. To je však spor s direktností součtu {\displaystyle \scriptstyle P_{1}\oplus P_{2}}. Dokažme nyní implikaci zprava doleva. Předpokládejme, že {\displaystyle \scriptstyle P_{1}\cap P_{2}=\{{\vec {0}}\}} a přitom součet {\displaystyle \scriptstyle P_{1}+P_{2}} není direktní. Takže existuje vektor {\displaystyle \scriptstyle {\vec {x}}\in P_{1}+P_{2}}, který lze vyjádřit alespoň dvěma různými způsoby jako {\displaystyle \scriptstyle {\vec {x}}={\vec {a}}_{1}+{\vec {a}}_{2}={\vec {b}}_{1}+{\vec {b}}_{2}}, kde {\displaystyle \scriptstyle {\vec {a}}_{1},{\vec {b}}_{1}\in P_{1}} a {\displaystyle \scriptstyle {\vec {a}}_{2},{\vec {b}}_{2}\in P_{2}} a navíc {\displaystyle \scriptstyle {\vec {a}}_{1}\neq {\vec {b}}_{1}} a {\displaystyle \scriptstyle {\vec {a}}_{2}\neq {\vec {b}}_{2}}. Pak ale {\displaystyle \scriptstyle {\vec {0}}\neq {\vec {a}}_{1}-{\vec {b}}_{1}={\vec {b}}_{2}-{\vec {a}}_{2}}, kde {\displaystyle \scriptstyle {\vec {a}}_{1}-{\vec {b}}_{1}\in P_{1}} a {\displaystyle \scriptstyle {\vec {b}}_{2}-{\vec {a}}_{2}\in P_{2}}. Mám tak nenulový vektor nacházející se v průniku {\displaystyle \scriptstyle P_{1}\cap P_{2}}, což je spor s předpoklady.
- Průnik libovolného (konečného i nekonečného) počtu podprostorů vektorového prostoru {\displaystyle \scriptstyle V} je podprostor ve {\displaystyle \scriptstyle V}. Uvažujme tedy {\displaystyle \scriptstyle \{P_{i}\}_{i\in J}} neprázdný systém podprostorů ve {\displaystyle \scriptstyle V}, kde {\displaystyle \scriptstyle J} je neprázdná indexová množina. Pak

{\displaystyle \bigcap _{i\in J}P_{i}\subset \subset V.}
Speciálně, průnik dvou podprostorů je opět podprostor.
Důkaz: Označme si nejprve průnik podprostorů ve vztahu výše jako {\displaystyle \scriptstyle A}. Množina {\displaystyle \scriptstyle A} je neprázdná, neboť v ní určitě leží nulový vektor (ten je totiž obsažen v jakémkoli podprostoru). Protože je {\displaystyle \scriptstyle A} průnik podprostorů {\displaystyle \scriptstyle P_{i}}, jedná se určitě o podmnožinu libovolného z {\displaystyle \scriptstyle P_{i}}. Pro každé {\displaystyle \scriptstyle i\in J} tedy platí {\displaystyle \scriptstyle T\cdot A+A\subset T\cdot P_{i}+P_{i}\subset P_{i}}, kde druhá inkluze plyne z toho, že {\displaystyle \scriptstyle P_{i}} je podprostor a z tvrzení výše. Máme tedy pro každé {\displaystyle \scriptstyle i\in J} inkluzi {\displaystyle \scriptstyle T\cdot A+A\subset P_{i}}, takže i {\displaystyle \scriptstyle T\cdot A+A\subset \bigcap _{i\in J}P_{i}}. Uvedený průnik podprostorů jsme si ale označili jako {\displaystyle \scriptstyle A}, tj. {\displaystyle \scriptstyle T\cdot A+A\subset A} a z tvrzení výše plyne, že {\displaystyle \scriptstyle A} je podprostor.

### Dimenze podprostorů ve vztahu k celkovému vektorovému prostoru
- Dimenze podprostoru {\displaystyle \scriptstyle P} vektorového prostoru {\displaystyle \scriptstyle V} nemůže překročit dimenzi prostoru {\displaystyle \scriptstyle V}, tj.

{\displaystyle (\forall P\subset \subset V)(\dim P\leq \dim V).}
Pokud je navíc {\displaystyle \scriptstyle V} konečnědimenzionální a {\displaystyle \scriptstyle P} je vlastní podprostor, tak je dimenze {\displaystyle \scriptstyle P} ostře menší než dimenze {\displaystyle \scriptstyle V}. To jest
{\displaystyle (\forall P\subset \subset V)((\dim V<+\infty \wedge P\neq V)\Rightarrow \dim P<\dim V).}
Důkaz: Je-li {\displaystyle \scriptstyle V} nekonečněrozměrný, pak první část tvrzení zjevně platí. Mějme nyní {\displaystyle \scriptstyle \dim V=n<\infty } a {\displaystyle \scriptstyle P\subset \subset V}. Nechť v {\displaystyle \scriptstyle P} existuje {\displaystyle \scriptstyle n+1} lineárně nezávislých vektorů. Protože je {\displaystyle \scriptstyle P} podmnožina {\displaystyle \scriptstyle V}, tak jsou tyto vektory lineárně nezávislé i v prostoru {\displaystyle \scriptstyle V}, což je spor s tím, že dimenze {\displaystyle \scriptstyle V} je rovna {\displaystyle \scriptstyle n}. Pro důkaz druhé části tvrzení nechť {\displaystyle \scriptstyle \dim P=k\leq n}. V {\displaystyle \scriptstyle P} tedy existuje {\displaystyle \scriptstyle k}-členná báze {\displaystyle \scriptstyle {\vec {x}}_{1},\ldots ,{\vec {x}}_{k}}. V tuto chvíli mohou nastat dvě situace, buď je {\displaystyle \scriptstyle P=V} a pak zřejmě {\displaystyle \scriptstyle \dim P=\dim V}, anebo je {\displaystyle \scriptstyle P} vlastním podprostorem {\displaystyle \scriptstyle V}. Ve druhém zmiňovaném případě tedy existuje vektor {\displaystyle \scriptstyle {\vec {x}}_{k+1}\in V}, který neleží v {\displaystyle \scriptstyle P}. Množina vektorů {\displaystyle \scriptstyle {\vec {x}}_{1},\ldots ,{\vec {x}}_{k},{\vec {x}}_{k+1}} je tedy lineárně nezávislá a současně je podmnožinou vektorového prostoru {\displaystyle \scriptstyle V}, který tak musí mít dimenzi rovnou alespoň {\displaystyle \scriptstyle k+1}, tj. {\displaystyle \scriptstyle \dim V\geq k+1}. Takže {\displaystyle \scriptstyle \dim V>\dim P}, což bylo dokázat.
- Věta o dimenzi průniku a součtu podprostorů: Nechť {\displaystyle \scriptstyle P_{1},P_{2}} jsou konečnědimenzionální podprostory vektorového prostoru {\displaystyle \scriptstyle V}, pak

{\displaystyle \dim(P_{1}+P_{2})+\dim(P_{1}\cap P_{2})=\dim P_{1}+\dim P_{2}.}
Pro direktní součet podprostorů pak speciálně
{\displaystyle \dim(P_{1}\oplus P_{2})=\dim P_{1}+\dim P_{2}.}

### Souvislost s lineárním obalem
Mějme nyní vektorový prostor {\displaystyle \scriptstyle V} a v něm množinu vektorů {\displaystyle \scriptstyle {\vec {x}}_{1},\ldots ,{\vec {x}}_{k}} pro jisté {\displaystyle \scriptstyle k\in \mathbb {N} }. V následujících několika tvrzeních se budeme zabývat vlastnostmi lineárního obalu těchto vektorů.
- Lineární obal vektorů je podprostorem v prostoru {\displaystyle \scriptstyle V}. To jest

{\displaystyle (\forall k\in \mathbb {N} )(\forall {\vec {x}}_{1},\ldots ,{\vec {x}}_{k}\in V)(\{{\vec {x}}_{1},\ldots ,{\vec {x}}_{k}\}_{\text{lin}}\subset \subset V).}
Důkaz: Plyne snadno z uzavřenosti lineárního obalu na sčítání vektorů a násobení vektoru prvkem z tělesa.
- Dimenze lineárního obalu coby vektorového prostoru je vždy menší nebo rovna počtu generátorů. Neboli

{\displaystyle (\forall k\in \mathbb {N} )(\forall {\vec {x}}_{1},\ldots ,{\vec {x}}_{k}\in V)({\text{dim}}{\Big (}\{{\vec {x}}_{1},\ldots ,{\vec {x}}_{k}\}_{\text{lin}}{\Big )}\leq k).}
Přitom dimenze lineárního obalu je rovna počtu svých generátorů právě když jsou generátory lineárně nezávislé (LN), tj.
{\displaystyle (\forall k\in \mathbb {N} )(\forall {\vec {x}}_{1},\ldots ,{\vec {x}}_{k}\in V)({\text{dim}}{\Big (}\{{\vec {x}}_{1},\ldots ,{\vec {x}}_{k}\}_{\text{lin}}{\Big )}=k\quad \Leftrightarrow \quad \{{\vec {x}}_{1},\ldots ,{\vec {x}}_{k}\}\ {\text{jsou LN}}).}
Důkaz: Plyne z definice dimenze vektorového prostoru.
- Lineární obal vektorů je nejmenší podprostor prostoru {\displaystyle \scriptstyle V}, který tyto vektory obsahuje. Neboli

{\displaystyle \{{\vec {x}}_{1},\ldots ,{\vec {x}}_{k}\}_{\text{lin}}=\bigcap _{\{{\vec {x}}_{1},\ldots ,{\vec {x}}_{k}\}\subset P\subset \subset V}P.}
Důkaz: Nejdříve inkluze zleva doprava. Mějme libovolně zvolený vektor {\displaystyle \scriptstyle {\vec {x}}} z lineárního obalu. Chceme o něm ukázat, že leží v průniku podprostorů na pravé straně rovnosti výše. Vektor {\displaystyle \scriptstyle {\vec {x}}} lze zjevně vyjádřit jako lineární kombinaci generátorů lineárního obalu, tj. ve tvaru {\displaystyle \scriptstyle {\vec {x}}=\sum _{i=1}^{k}\alpha _{i}{\vec {x}}_{i}}. Protože ale v průniku vystupují podprostory obsahující všechny tyto generátory a podprostory jsou uzavřené na součty a násobení prvkem z tělesa, tak {\displaystyle \scriptstyle {\vec {x}}} nutně leží v každém podprostoru {\displaystyle \scriptstyle P} vystupujícím v průniku. To znamená, že {\displaystyle \scriptstyle {\vec {x}}} leží i v průniku samotném. Dokažme nyní opačnou inkluzi. Lineární obal zadaných vektorů je sám podprostor, který tyto vektory obsahuje. Vystupuje tedy jako jeden z podprostorů {\displaystyle \scriptstyle P}, přes něž se dělá průnik. Jenomže průnik množiny s nějakou jinou množinou je nutně menší nebo roven původní množině. Máme tedy dokázanou i opačnou inkluzi.

## Příklady

### Příklad 1 — Lineární obal
Typickým příkladem podprostorů jsou lineární obaly vektorů z daného vektorového prostoru. Uvažujme například vektorový prostor {\displaystyle \scriptstyle V=\mathbb {R} ^{n}} aritmetických vektorů nad tělesem reálných čísel, tj. prostor n-tic reálných čísel. Dále nechť {\displaystyle \scriptstyle n\geq 4}. Zvolme si ve {\displaystyle \scriptstyle V} libovolně nějaký nenulový vektor {\displaystyle \scriptstyle {\vec {x}}_{1}}. Pak nejjednodušší netriviální podprostor ve {\displaystyle \scriptstyle V} je lineární obal takovéhoto jednoho libovolně zvoleného nenulového vektoru:
{\displaystyle \{{\vec {x}}_{1}\}_{\text{lin}},}
kde symbolem {\displaystyle \scriptstyle \{\ldots \}_{\text{lin}}} značíme lineární obal. Lineární obal jednoho nenulového vektoru lze interpretovat jako přímku. Pro bližší informace viz oddíl Geometrická interpretace v článku lineární obal, ve kterém jsou uvedeny další příklady lineárních obalů coby podprostorů (oddíl Příklady). Podobně lineární obal dvou nenulových, vzájemně lineárně nezávislých vektorů,
{\displaystyle \{{\vec {x}}_{1},{\vec {x}}_{2}\}_{\text{lin}}}
lze interpretovat jako rovinu ve {\displaystyle \scriptstyle V}. Takto můžeme přidávat další lineárně nezávislé vektory, až dostaneme lineární obal {\displaystyle \scriptstyle n} lineárně nezávislých vektorů
{\displaystyle \{{\vec {x}}_{1},{\vec {x}}_{2},\dots ,{\vec {x}}_{n}\}_{\text{lin}}.}
Tento je zjevně roven celému prostoru {\displaystyle \scriptstyle V}, jehož dimenze je {\displaystyle \scriptstyle \dim V=n}.
Na příkladu lineárních obalů se dá dále názorně ukázat tvorba nových podprostorů pomocí součtu či průniku podprostorů jiných. Mějme ve výše uvedeném vektorovém prostoru {\displaystyle \scriptstyle V} dva podprostory {\displaystyle \scriptstyle P_{1},P_{2}} tvaru
{\displaystyle P_{1}=\{{\vec {x}}_{1},{\vec {x}}_{2},{\vec {x}}_{3}\}_{\text{lin}},\quad P_{2}=\{{\vec {x}}_{3},{\vec {x}}_{4}\}_{\text{lin}}.}
Pak jejich součtem, resp. průnikem, dostanu podprostory ve tvaru
{\displaystyle P_{1}+P_{2}=\{{\vec {x}}_{1},{\vec {x}}_{2},{\vec {x}}_{3},{\vec {x}}_{4}\}_{\text{lin}},\quad P_{1}\cap P_{2}=\{{\vec {x}}_{3}\}_{\text{lin}}.}

### Příklad 2 — Prostor funkcí
Oproti předchozímu příkladu uvažujme nyní vektorový prostor nekonečné dimenze. Konkrétně budeme brát množinu všech reálných funkcí reálné proměnné, tj. funkcí tvaru {\displaystyle \scriptstyle f:\mathbb {R} \to \mathbb {R} }. Nadále budeme tuto množinu opět značit jako {\displaystyle \scriptstyle V}. Máme tedy
{\displaystyle V=\{f|f\ {\text{je funkce}},\ f:\mathbb {R} \to \mathbb {R} \}.}
Na této množině si můžeme zavést sčítání dvou funkcí {\displaystyle \scriptstyle f,g\in V} jako
{\displaystyle (\forall x\in \mathbb {R} )((f+g)(x)\equiv f(x)+g(x)).}
Součtem dvou funkcí {\displaystyle \scriptstyle f} a {\displaystyle \scriptstyle g} je tedy funkce, jejíž hodnota je v každém bodě {\displaystyle \scriptstyle x\in \mathbb {R} } rovna součtu hodnot {\displaystyle \scriptstyle f(x)} a {\displaystyle \scriptstyle g(x)}. Obdobně zavedeme operaci násobení funkce {\displaystyle \scriptstyle f\in V} reálným číslem {\displaystyle \scriptstyle \alpha \in \mathbb {R} } jako
{\displaystyle (\forall x\in \mathbb {R} )((\alpha f)(x)\equiv \alpha f(x)).}
Není těžké ověřit, že množina {\displaystyle \scriptstyle V} s právě definovanými operacemi sčítání dvou funkcí a násobení funkcí číslem skutečně tvoří vektorový prostor. V tomto prostoru můžeme uvažovat různé podprostory. Za všechny uveďme dva.
- Množina všech spojitých funkcí z {\displaystyle \scriptstyle V} tvoří podprostor ve {\displaystyle \scriptstyle V}. Skutečně, není těžké dokázat, že součet dvou spojitých funkcí je opět spojitá funkce. Podobně násobek spojité funkce je opět spojitá funkce. Jsou tedy splněny obě definiční podmínky podprostoru z oddílu Definice výše (množina spojitých funkcí je určitě neprázdná, obsahuje přinejmenším nulovou funkci). Platí tedy

{\displaystyle \{f\in V|f\ {\text{je spojitá}}\}\subset \subset V.}
- Množina všech omezených funkcí z {\displaystyle \scriptstyle V} tvoří podprostor ve {\displaystyle \scriptstyle V}. Podobně jako v předešlém příkladu je součet dvou omezených funkcí zjevně funkce omezená a totéž platí pro násobek omezené funkce. Platí tedy

{\displaystyle \{f\in V|f\ {\text{je omezená}}\}=\{f\in V|(\exists K>0)(\forall x\in \mathbb {R} )(f(x)<K)\}\subset \subset V.}

### Příklad 3 — Posloupnosti čísel
Uvažujeme-li množinu všech posloupností reálných čísel, kterou budeme v tomto příkladu opět značit {\displaystyle \scriptstyle V}, a zavedeme-li na ní operace sčítání a násobení číslem podobně jako v předchozím příkladě, tak lze snadno ukázat, že bude tvořit vektorový prostor. Máme tedy množinu posloupností
{\displaystyle V=\{(a_{k})_{k=1}^{\infty }|(\forall k\in \mathbb {N} )(a_{k}\in \mathbb {R} )\}.}
Množina všech posloupností z {\displaystyle \scriptstyle V}, které konvergují, tvoří podprostor ve {\displaystyle \scriptstyle V}. Z vlastností limity posloupností totiž pro každé dvě konvergentní posloupnosti {\displaystyle \scriptstyle (a_{k})_{k=1}^{\infty }} a {\displaystyle \scriptstyle (b_{k})_{k=1}^{\infty }} plyne, že
{\displaystyle \lim _{k\to \infty }(a_{k}+b_{k})=\lim _{k\to \infty }(a_{k})+\lim _{k\to \infty }(b_{k}),\quad \lim _{k\to \infty }(\alpha a_{k})=\alpha \lim _{k\to \infty }(a_{k}).}
Součet dvou konvergentních posloupností je tedy opět konvergentní posloupnost. Podobně pro násobek konvergentní posloupnosti.
Naproti tomu množina všech posloupností, které divergují, podprostor ve {\displaystyle \scriptstyle V} netvoří. Jako protipříklad můžeme uvážit dvě jednoduché divergentní posloupnosti {\displaystyle \scriptstyle (a_{k})_{k=1}^{\infty }} a {\displaystyle \scriptstyle (b_{k})_{k=1}^{\infty }}, pro jejichž prvky platí
{\displaystyle (\forall k\in \mathbb {N} )(a_{k}=2k\wedge b_{k}=-2k).}
Součet těchto řad přitom zjevně konverguje, protože je roven posloupnosti nul. Kdyby množina všech divergentních posloupností tvořila podprostor tak by součet dvou divergentních posloupností musela být opět posloupnost divergentní. Právě jsme ale ukázali, že to nemusí být vždy pravda.

### Příklad 4 — Lineární zobrazení
Mějme nyní zadán nějaký vektorový prostor {\displaystyle \scriptstyle V} (nad tělesem {\displaystyle \scriptstyle \mathbb {R} }) a na něm uvažujme definována různá lineární zobrazení, která zobrazují zpátky do {\displaystyle \scriptstyle V}. Neboli, uvažujme množinu všech lineárních operátorů definovaných na vektorovém prostoru {\displaystyle \scriptstyle V}. Tuto množinu budeme značit {\displaystyle \scriptstyle {\mathcal {L}}(V)}. Platí tedy
{\displaystyle {\mathcal {L}}(V)=\{L|L:V\to V,L\ {\text{je lineární zobrazení}}\}.}
Na množině {\displaystyle \scriptstyle {\mathcal {L}}(V)} zavedeme součet dvou lineárních zobrazení a násobení lineárního zobrazení reálným číslem podobně jako v příkladu 2. Opět bychom dokázali, že množina {\displaystyle \scriptstyle {\mathcal {L}}(V)} s takto definovanými operacemi je vektorový prostor.
Nechť je vektorový prostor {\displaystyle \scriptstyle V}, na němž máme definována lineární zobrazení, dimenze alespoň 2, tj. {\displaystyle \scriptstyle \dim V\geq 2}. Existuje v něm tedy vlastní netriviální podprostor, označme ho jako {\displaystyle \scriptstyle P}. Uvažujme nyní množinu těch lineárních zobrazení z {\displaystyle \scriptstyle {\mathcal {L}}(V)}, která dávají potenciálně nenulovou hodnotu pouze na vektory z podprostoru {\displaystyle \scriptstyle P} (neboli uvažujme ta lineární zobrazení, jejichž nosič leží v {\displaystyle \scriptstyle P}). Označme si tuto množinu jako {\displaystyle \scriptstyle {\mathcal {L}}(P)}. Platí tedy
{\displaystyle {\mathcal {L}}(P)=\{L\in {\mathcal {L}}(V)|(\forall {\vec {x}}\in V\setminus P)(L({\vec {x}})={\vec {0}})\}=\{L\in {\mathcal {L}}(V)|\ {\text{supp}}(L)\subset P\},}
kde symbol {\displaystyle \scriptstyle {\text{supp}}(L)} značí nosič zobrazení {\displaystyle \scriptstyle L}. O množině {\displaystyle \scriptstyle {\mathcal {L}}(P)} lze také snadno ukázat, že tvoří podprostor v prostoru {\displaystyle \scriptstyle {\mathcal {L}}(V)}. Libovolný násobek lineárního zobrazení, které dává nulu na všechny vektory z {\displaystyle \scriptstyle V}, jež neleží v {\displaystyle \scriptstyle P}, je opět zobrazení se stejnými vlastnostmi. Podobně součet dvou lineárních zobrazení, která jsou nulová vně podprostoru {\displaystyle \scriptstyle P} je opět zobrazení, které je nulové vně podprostoru {\displaystyle \scriptstyle P}. Máme tak ověřeno, že {\displaystyle \scriptstyle {\mathcal {L}}(P)\subset \subset {\mathcal {L}}(V)}. Protože jsme si navíc zvolili podprostor {\displaystyle \scriptstyle P} jako vlastní podprostor prostoru {\displaystyle \scriptstyle V}, tak existují lineární zobrazení z {\displaystyle \scriptstyle {\mathcal {L}}(V)}, která neleží v {\displaystyle \scriptstyle {\mathcal {L}}(P)} a {\displaystyle \scriptstyle {\mathcal {L}}(P)} je tak vlastní podprostor prostoru {\displaystyle \scriptstyle {\mathcal {L}}(V)}.

### Příklad 5 — Jádro lineárního zobrazení
Uvažme nyní lineární operátor {\displaystyle \scriptstyle L} z vektorového prostoru {\displaystyle \scriptstyle {\mathcal {L}}(V)} definovaného v příkladu výše. Množinu všech vektorů z {\displaystyle \scriptstyle V}, na které dá zobrazení {\displaystyle \scriptstyle L} nulový vektor, se nazývá jádro zobrazení {\displaystyle \scriptstyle L} a značí se {\displaystyle \scriptstyle \ker L}. Neboli
{\displaystyle \ker L=\{{\vec {x}}\in V|L({\vec {x}})={\vec {0}}\}.}
Opět ukážeme, že jádro zobrazení {\displaystyle \scriptstyle L} je podprostor vektorového prostoru {\displaystyle \scriptstyle V}. Neboť
{\displaystyle (\forall \alpha \in \mathbb {R} )(\forall {\vec {x}},{\vec {y}}\in \ker L)(L(\alpha {\vec {x}}+{\vec {y}})=\alpha L({\vec {x}})+L({\vec {y}})=\alpha \cdot {\vec {0}}+{\vec {0}}={\vec {0}}),}
kde jsme ověřili obě podmínky podprostoru naráz v souladu s tvrzením výše. Jádro libovolného lineárního zobrazení tedy tvoří podprostor jeho definičního oboru.